# Forgive Me
Forgive Me (с англ. «Прости меня») — четвёртый студийный альбом Eric Saade, вышел 28 августа 2013 года, на лейбле Roxy Recordings.

## Список композиций
| №   | Название                         | Длительность |
| --- | -------------------------------- | ------------ |
| 1.  | «Till I Break»                   | 5:01         |
| 2.  | «Forgive Me»                     | 4:56         |
| 3.  | «Coming Home»                    | 3:36         |
| 4.  | «Cover Girl, Pt. I»              | 4:14         |
| 5.  | «Cover Girl, Pt. II»             | 3:39         |
| 6.  | «Flashy (feat. A Lee)»           | 3:05         |
| 7.  | «In My Head»                     | 3:31         |
| 8.  | «We Are Beautiful»               | 4:37         |
| 9.  | «Boomerang»                      | 3:23         |
| 10. | «Marching (In The Name Of Love)» | 4:09         |
| 11. | «Winning Ground»                 | 4:14         |
| 12. | «Miss Unknown»                   | 4:17         |
| 13. | «Stay»                           | 3:56         |

## Синглы
- 24  октября 2012 года Эрик выпустил два сингла на песни "Marching (In The Name Of Love)" и "Miss Unknown". Обе композиции открывают для слушателей совершенно нового Эрика Сааде.
- Лид-сингл четвёртого альбома — песня "Coming Home", продюсером выступил Джейсон Джилл (Jason Gill). Премьера видеоклипа состоялась 24 июня 2013 года.
- Четвёртым синглом стала песня под названием «Winning Ground». Трек является гимном Чемпионата Европы по футболу среди женщин 2013 (ЕВРО-2013), проходящего в Швеции[1]. Релиз сингла состоялся 27 мая 2013 года. Клип на песню «Winning Ground» вышел 8 июля.
- Пятым синглом стала песня под названием «Forgive Me».